# Glenville (Connecticut)
Glenville es un lugar designado por el censo ubicado en el condado de Fairfield en el estado estadounidense de Connecticut.

## Geografía
Glenville se encuentra ubicada en las coordenadas 41°2′7.35″N 73°39′35.46″O / 41.0353750, -73.6598500.